# Colossal

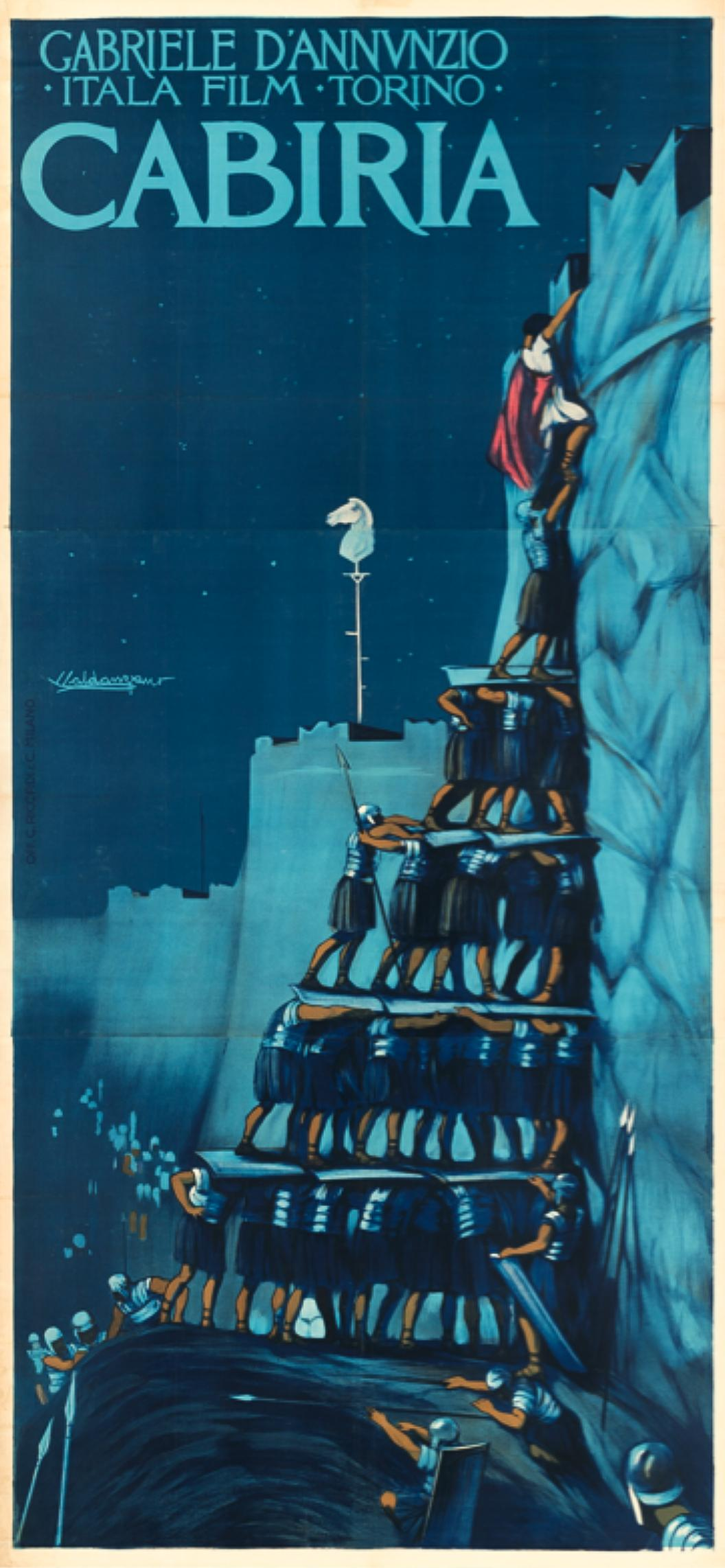
Poster di Cabiria (1914)

Il termine franco-tedesco colossal (pronuncia francese [kɔlɔsal]) o kolossal (pronuncia tedesca [kolɔˈsaːl]), che tradotto in italiano significa "colossale", viene usato soprattutto in Italia per indicare un film (e, per estensione, anche uno spettacolo in genere) svolto con grande impiego di mezzi e partecipazione di attori; la maestosità investe anche le scenografie, gli effetti speciali e il lancio pubblicitario. Per le pellicole di questo tipo, inoltre, vengono investite ingenti somme di denaro e vengono messi in campo notevoli sforzi organizzativi.
Sono attesi, pertanto, grandi successi di pubblico a livello nazionale e internazionale e relativi ritorni economici; attese che solitamente vengono soddisfatte, con conseguenti riconoscimenti (come il premio Oscar) e giudizi molto positivi da parte della critica cinematografica. In caso contrario, il fallimento può avere serie ripercussioni finanziarie per le case cinematografiche e riscontri negativi in termini d'immagine per le star che interpretano la pellicola.
Il primo film per cui il termine venne creato è Gli angeli dell'inferno del 1930, prodotto e diretto da Howard Hughes.

## Storia
Tra le prime opere nella storia del cinema, la cui produzione è stata definita “colossale”, vi sono: lo statunitense Ben Hur; un cortometraggio del 1907, diretto da Sidney Olcott; gli italiani La caduta di Troia del 1911, diretto da Giovanni Pastrone; Quo vadis?, diretto da Enrico Guazzoni; Gli ultimi giorni di Pompei, diretto da Eleuterio Rodolfi, entrambi del 1913.
A detta di molti esperti, il primo vero colossal è l'imponente Cabiria del 1914, anche questo diretto da Giovanni Pastrone.
Con la distribuzione nelle sale cinematografiche di Nascita di una nazione nel 1915 e Intolerance nel 1916, entrambi del regista David Wark Griffith, i film colossal presero sempre più piede anche nelle produzioni internazionali; film, quindi, destinati ad avere successo non solo in ambito nazionale, diffondendo, così, tale popolarità anche presso altre nazioni.
Nella storia del cinema, vi sono numerosi esempi di pellicole di questo genere: da quelle incentrate su avvenimenti storici, come a Cinecittà negli anni trenta, film come Via col vento e Casablanca negli anni trenta e quaranta, o produzioni internazionali negli anni cinquanta e sessanta, nei casi di film come Quo vadis, La tunica, Ben-Hur, Spartacus, Lawrence d'Arabia, Cleopatra, o certi spaghetti western, come ad esempio Il buono, il brutto, il cattivo, a quelle di religione, come I dieci comandamenti, sino a quelli di avventura, come il film I predatori dell'arca perduta, che ha dato inizio alla saga di Indiana Jones, e fantascienza, come il film 2001: Odissea nello spazio.
A partire dagli anni settanta, negli Stati Uniti d'America nacque un intero filone che sarà seguito da molte pellicole.

## Colossal moderni
Tra i colossal moderni di grande successo, non si può non menzionare la trilogia de Il Signore degli Anelli, diretta e prodotta da Peter Jackson, il quale ha portato per la prima volta nella storia un film fantasy a vincere un premio Oscar per il miglior film, creando una delle saghe di maggiore successo di tutti i tempi, nonché, secondo alcuni, la migliore in assoluto. La trilogia è la più vittoriosa della storia, vincendo, in particolare, ben 17 premi Oscar, diventando la saga ad averne vinti di più in assoluto. Jackson, inoltre, ha diretto e prodotto anche la trilogia de Lo Hobbit, anch'essa appartenente a questa categoria; il regista, grazie alle sue produzioni cinematografiche, è colui che ha portato il grande pubblico a conoscenza delle opere di J. R. R. Tolkien, attirando un pubblico vasto e facendo appassionare numerosi lettori.
Parlando di saghe, vi sono quelle di Guerre stellari, Jurassic Park, Harry Potter e Pirati dei Caraibi, anch'esse saghe che hanno fatto la storia del cinema, creando dei veri e propri media franchise. Esse hanno conseguito grande notorietà da parte del pubblico, sono state acclamate dalla critica, hanno ottenuto svariate premiazioni e hanno riscosso notevoli successi al botteghino.
Da considerare, inoltre, film come L'ultimo imperatore, Braveheart - Cuore impavido, Titanic, Il gladiatore, La passione di Cristo, Troy, Le crociate - Kingdom of Heaven, 300, Avatar; l'ultimo, in particolare, rappresenta il film che ha incassato di più in assoluto nella storia del cinema. Rientrano in questa categoria anche alcuni dei principali film del Marvel Cinematic Universe, in particolare, Avengers: Infinity War e Avengers: Endgame, entrambi diretti dai fratelli Anthony e Joe Russo, rispettivamente alla sesta e alla seconda posizione tra i film con maggiori incassi nella storia del cinema e, al tempo stesso, alla quarta e alla seconda posizione tra i film più costosi di sempre.

## Colossal fallimentari
Un famoso esempio di colossal disastroso dal punto di vista finanziario fu, ad esempio, I cancelli del cielo, che contribuì al fallimento della United Artists.
Uno dei film più controversi del secolo moderno è Alexander, diretto da Oliver Stone e uscito nel 2004. Fu un progetto ipoteticamente destinato a entrare nella storia del cinema, con un budget importante, un cast che presentava attori di grande calibro e l'intera produzione convinta di aver realizzato un film destinato a puntare addirittura agli Oscar. Nonostante ciò, però, il film deluse le aspettative, non fu un successo al botteghino e suscitò polemiche, ricevendo critiche piuttosto negative; tuttavia, la pellicola venne sufficientemente apprezzata a livello internazionale. Il film, nonostante tutto, grazie anche alle sue varie edizioni estese pubblicate per il mercato home video, ha risollevato gli incassi, divenendo una delle pellicole più vendute del catalogo Warner Bros.
Nel 2021, invece, ci fu The Last Duel, film diretto da Ridley Scott, che, a fronte di un ottimo budget di 100 milioni di dollari e un cast importante, aveva tutte le potenzialità per essere un colossal di successo. Il film, purtroppo, anche a causa della pandemia di COVID-19 e alla conseguente crisi dei settore cinema, nonché al calo generale, in quei tempi, di pubblico nelle sale, ha ottenuto solamente 30 milioni di dollari, rivelandosi un flop per quanto riguarda gli incassi; ciò nonostante, però, il film è stato criticato positivamente dalla critica cinematografica, ricevendo ottime valutazioni.